# Senga Macfie
Senga Macfie (* 18. Oktober 1968 in London, England) ist eine ehemalige schottische Squashspielerin.

## Karriere
Senga Macfie begann ihre professionelle Karriere Mitte der 1980er-Jahre und gewann vier Titel auf der WSA World Tour. Ihre höchste Platzierung in der Weltrangliste erreichte sie mit Position 16 im Januar 1995. Mit der schottischen Nationalmannschaft nahm sie 1994, 1996, 2000 und 2002 an der Weltmeisterschaft teil. Zwischen 1992 und 2002 stand sie sechsmal im Hauptfeld bei einer Weltmeisterschaft im Einzel. Ihr bestes Resultat war das Erreichen der Achtelfinals 1992 und 1993. Auch bei Europameisterschaften gehörte sie zahllose Male zum schottischen Kader und wurde 2002 Vizeeuropameisterin. Im Einzelwettbewerb wurde sie 1990 nach einem Finalsieg über Babette Hoogendoorn Europameister. Senga Macfie gewann fünfmal die schottische Landesmeisterschaft: 1995, 2001, 2008, 2011 und 2013.

## Erfolge
- Europameisterin: 1990
- Vizeeuropameisterin mit der Mannschaft: 2002
- Gewonnene WSA-Titel: 4
- Schottische Meisterin: 5 Titel (1995, 2001, 2008, 2011, 2013)